# أبيل غرين
أبيل غرين (بالإنجليزية: Abel Green)‏ هو صحفي أمريكي، ولد في 3 يونيو 1900، وتوفي في 10 مايو 1973.

## وصلات خارجية
- أبيل غرين على موقع ميوزك برينز (الإنجليزية)
- أبيل غرين على موقع ديسكوغز (الإنجليزية)